# Caccia (famiglia)

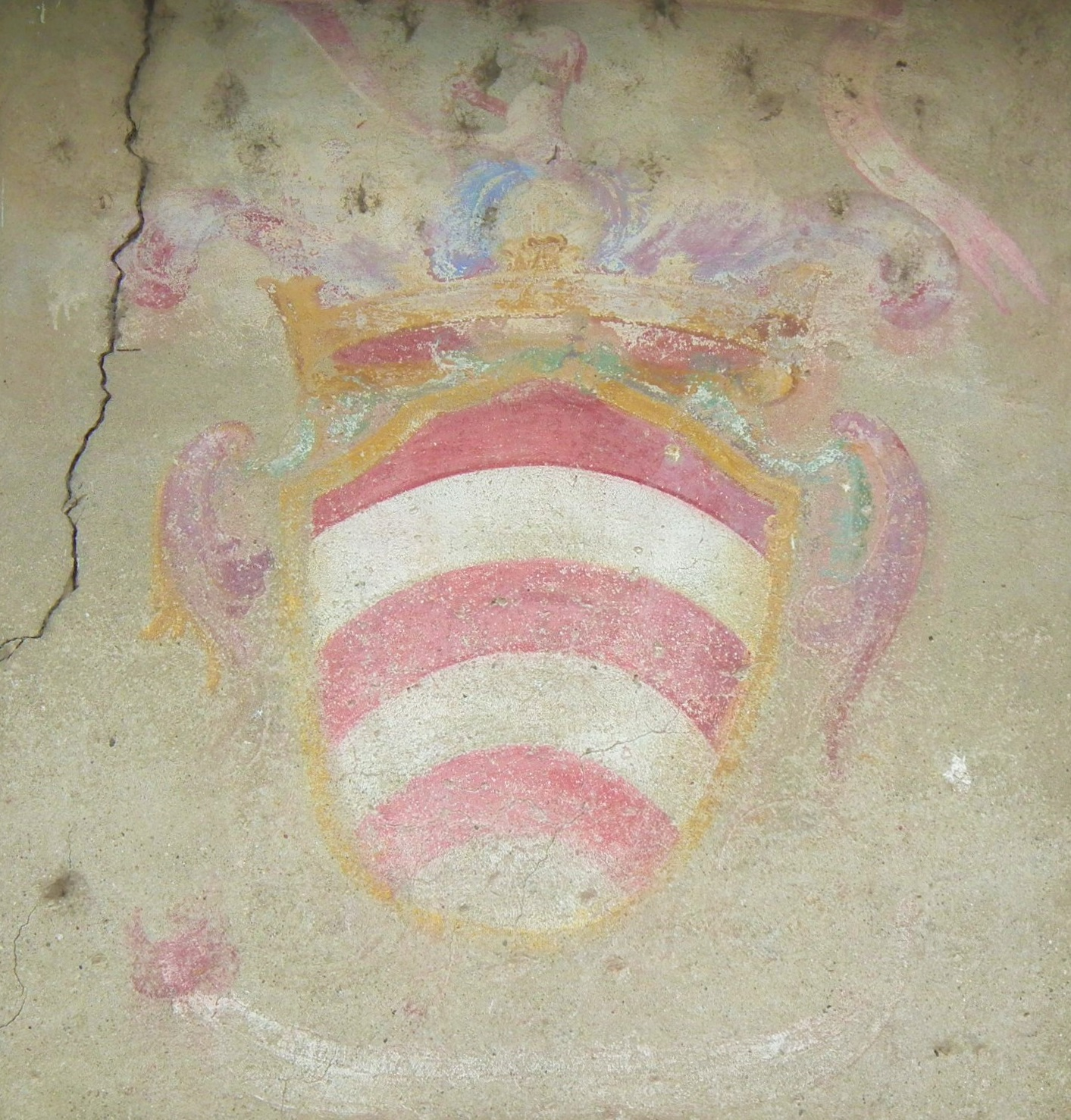
Stemma di Casa Cassia sulla chiesa di Sant'Antonio a Mandello Vitta

La Casata dei Caccia, da latino Catius, fu una casata nobile originaria di Novara, attestata fin dal XII secolo, che si radicò nei secoli nel contesto civico e feudale dell'Italia settentrionale. Diversi rami si svilupparono nel Piemonte e nella Lombardia, tra cui i Caccia Dominioni, che ebbero un ruolo di spicco nel patriziato milanese, e i Cacciapiatti, attivi soprattutto a Novara.

## Storia

### Origini
Il primo esponente documentato fu Ardito Caccia, attivo nei primi decenni del XII secolo all'interno del libero Comune di Novara. Il cognome appare nella forma latina Catius nei documenti comunali e notarili dell'epoca.

### XIII-XIV secolo
Nel 1267 Ruggero Caccia rappresentò Novara in una missione diplomatica presso Milano. Tra la fine del Duecento e la prima metà del Trecento la famiglia consolidò una base fondiaria stabile nei feudi di Sillavengo, Romentino, Varallo Pombia e Caltignaga, quest'ultimo confermato nel 1449 e mantenuto fino al Settecento.

### XV secolo
Nel Quattrocento Perrone Caccia si trasferì stabilmente a Milano, dove suo figlio Gregorio fu decurione nel 1433. Il nipote Giovanni Francesco ricevette nel 1483 la signoria di Sillavengo dal duca Galeazzo Maria Sforza. Da questa linea si sviluppò il ramo dei Caccia Dominioni, destinato a occupare posizioni di rilievo nella vita civica lombarda. Nei secoli successivi, membri di questa linea ebbero beni e interessi anche nella pieve di Monza, dove la famiglia risulta documentata nella gestione di rendite ecclesiastiche e in rapporti col clero locale.

### XVI secolo
Giovanni Filippo Caccia (1496-1562) fu nominato da Carlo V d'Asburgo senatore del Ducato di Milano e consolidò la presenza del ramo milanese nel patriziato urbano. Nello stesso periodo si sviluppò il ramo novarese dei Cacciapiatti, con Giovanni Bartolomeo detto "del Piatto", da cui discese una linea marchionale.

### XVII-XVIII secolo
Giovanni Francesco Caccia (1540-1625), giurista e decurione a Milano, istituì il Collegio Caccia di Pavia, formalmente attivato nel 1670. Nel 1759 Francesco Caccia Dominioni fu insignito del titolo di Conte da Filippo I di Borbone-Parma, con diploma ducale. L'ascendenza familiare fu riconosciuta anche nel patriziato milanese, con beni registrati nei distretti di Magenta, Sillavengo, Vittuone e Monza, dove la famiglia intrattenne rapporti con le istituzioni religiose e amministrative locali.

### XIX secolo
Durante il periodo del Regno Lombardo‑Veneto, vennero emessi i decreti ministeriali del 16 ottobre 1891 e dell'8 febbraio 1892, che riconobbero al ramo Caccia Dominioni i titoli di Conte, Barone, Signore di Sillavengo, Nobile e Patrizio milanese, con diritto al trattamento di "Don/Donna". Questi riconoscimenti, pubblicati nell'elenco ufficiale, rappresentano l'affermazione formale della casata nell'aristocrazia lombarda, pur senza interinazione del diploma ducale. 

### Epoca recente
Nel XX secolo, Paolo Caccia Dominioni (1896-1992), militare e memorialista, divenne celebre per la progettazione del Sacrario militare italiano di El Alamein. Il fratello Luigi Caccia Dominioni (1913-2016) fu, insieme al figlio Antonio (n.1960), tra i protagonisti dell'architettura milanese e lombarda del dopoguerra, firmando numerose opere in Milano e Monza.
Il ramo mantenne un'importante funzione documentaria: Ambrogio Filippo Caccia Dominioni e successivamente Paolo Caccia Dominioni riordinarono l'archivio di famiglia nel 1974.

## Conti Caccia Dominioni (1759-attuale)
Il titolo di Conte Caccia Dominioni fu conferito nel 1759 a Francesco Caccia Dominioni dal duca di Parma Filippo di Borbone-Parma, con diploma trasmissibile per primogenitura maschile. Il predicato faceva riferimento al ramo patrizio Caccia Dominioni, con residenza tra Milano, Sillavengo, Magenta e proprietà anche a Monza.
- Francesco Caccia Dominioni (XVIII secolo), I conte Caccia Dominioni, investito nel 1759;
- Carlo Caccia Dominioni (n. 1863 - post 1920), II conte Caccia Dominioni, riconosciuto con decreti nel 1891 e 1892;
- Paolo Caccia Dominioni (1896-1992), III conte, barone, XIV signore di Sillavengo; non ebbe discendenza maschile;
- Luigi Caccia Dominioni (1913-2016), IV conte, fratello del precedente;
- Antonio (n. 1960), V conte, figlio del precedente.

## Personalità di spicco
Nel corso dei secoli diversi membri della famiglia Caccia si sono distinti per ruoli ecclesiastici, politici, militari e culturali:
- Ruggero Caccia (secolo XIII) - Ambasciatore del Comune di Novara presso Milano nel 1267[7].
- Giovanni Filippo Caccia (1496-1562) - Senatore del Ducato di Milano, nominato da Carlo V, consolidò il ramo milanese[8].
- Giovanni Francesco Caccia (1540-1625) - Giurista e fondatore del Collegio Caccia di Pavia[9].
- Francesco Caccia Dominioni (XVIII secolo) - Primo conte, insignito nel 1759 da Filippo di Borbone-Parma[10].
- Giovanni Cacciapiatti (1770-1838) - Cardinale e benefattore della Basilica di San Gaudenzio (Novara)[11].
- Paolo Caccia Dominioni (1896-1992) - Ingegnere, militare e autore del Sacrario militare italiano di El Alamein[12].
- Luigi Caccia Dominioni (1913-2016) - Architetto e designer, autore di progetti a Milano e Monza[13].